# Maianbar, New South Wales
Maianbar este o suburbie în Sydney, Australia.